# Lipanimal
Lipanimal (nep. लिपनीमाल) – gaun wikas samiti w środkowej części Nepalu w strefie Narajani w dystrykcie Bara. Według nepalskiego spisu powszechnego z 2001 roku liczył on 842 gospodarstw domowych i 6166 mieszkańców (2966 kobiet i 3200 mężczyzn).